# Arrows A5
L' Arrows A5 fu una vettura di Formula 1 che fece il suo debutto al Gran Premio di Svizzera 1982  guidata da Marc Surer, ottenendo il quindicesimo posto in gara. Progettata da Dave Wass veniva spinta dal motore Ford Cosworth, montato su una monoscocca di alluminio. Dotata di cambio Hewland FGA400 e pneumatici Pirelli, fu lanciata nella parte terminale della stagione 1982 per sostituire la Arrows A4.
Non ottenne punti ma Marc Surer con essa giunse settimo nell'ultimo impegno della stagione, a Las Vegas.